# حمى الغابة
حمى الغابة (بالإنجليزية: Jungle Fever)‏ هو فيلم دراما رومانسي أمريكي من تأليف وإخراج سبايك لي وبطولة ويسلي سنايبس، أنابيلا سكيورا، سبايك لي، أوسي ديفيس، روبي دي وصامويل جاكسون، صدر الفيلم في 7 يونيو 1991.

## روابط خارجية
حمى الغابة على موقع IMDb (الإنجليزية)
- حمى الغابة على موقع الموسوعة البريطانية (الإنجليزية)
- حمى الغابة على موقع روتن توميتوز (الإنجليزية)
- حمى الغابة على موقع نتفليكس (الإنجليزية)
- حمى الغابة على موقع قاعدة بيانات الأفلام العربية
- حمى الغابة على موقع ألو سيني (الفرنسية)
- حمى الغابة على موقع Turner Classic Movies (الإنجليزية)
- حمى الغابة على موقع أول موفي (الإنجليزية)
- حمى الغابة على موقع بوكس أوفيس موجو (الإنجليزية)
- حمى الغابة على موقع فيلمافينيتي (الإسبانية)